# PK (kulspruta)
PK (ryska: Пулемёт Калашникова, Puljemjot Kalasjnikova; på svenska Kalasjnikovs kulspruta) är en rysk kulspruta som används av många länder. Kulsprutan är bandmatad med en kaliber på 7,62 × 54 mm R. Dess moderniserade variant kallas för PKM. Kulsprutan introducerades på 1960-talet och har kommit att få en stor spridning.
I finländsk tjänst kallas PKM-kulsprutan för 7,62 KK PKM där den som bäst håller på att ersätta 7,62 KvKK 62 som standardkulspruta. När den svenska försvarsmakten införskaffade ett antal MT-LB med tillhörande PKT så gavs de vapnen beteckningen Kulspruta m/95 (Ksp 95).

## Historia
Tidigt under 1950-talet sökte den sovjetiska armén efter en ny kulspruta som kunde ersätta de äldre SGM- och RPD-kulsprutorna. Den sovjetiska armén gillade den tyska idén med en MG-42-kulspruta som kunde enkelt byta roll genom olika stativ och två vapenkonstruktörer ombads konstruera varsin kulspruta. De efterföljande testerna visade att den lösning som Michail Kalasjnikov presenterade var bättre, tillförlitligare och billigare att tillverka än den andra kulsprutan som konstruerats av Grigori Nikitin och Jurij Sokolov. Kalasjnikovs kulspruta bar namnet PK (Пулемет Калашникова, Puljemjet Kalasjnikova, "kulspruta Kalasjnikov"). Den andra lösningen skulle senare utvecklas till den tunga kulsprutan NSV.
1961 antogs PK som standardkulspruta i den sovjetiska armén. Åtta år senare, 1969, introducerades en moderniserad variant som kallades för PKM (Puljemjet Kalasjnikova Modernizjirovannij). De yttre förändringarna utgjordes av en lättare, smalare, oupphängd pipa samt en axelrem som fästs vid kolven. Det är speciellt pipan man ska se på om man vill särskilja mellan de två varianterna.
Under det kalla kriget kom PK-seriens kulsprutor att spridas över hela världen och utnyttjades i många krig. Kulsprutan har även licenstillverkas av bland annat Bulgarien, före detta Jugoslavien (som "M84"), Kina (som "Type 80"), Polen, Rumänien, Ungern och före detta Östtyskland. Kulsprutan tillverkas än idag i många av dessa länder. De licenstillverkade varianterna kan ha annorlunda kolvar än den rysktillverkade.
1993 kom den tredje generationen av kulsprutan. Ny kaliber var då 6×49mm. Denna kallas för UMG.

## Varianter

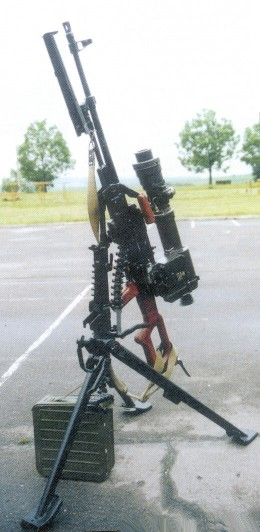
PKMS med ett NSPU mörkersikte monterat.

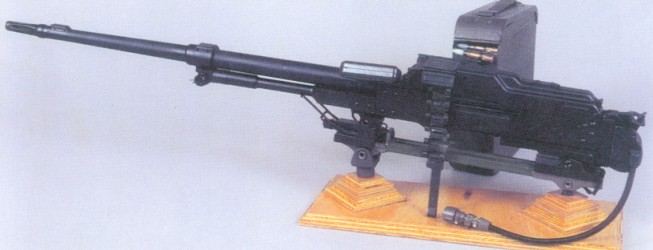
PKT

- PK/PKM - lätt kulspruta med stödben
- PKS/PKMS - (Puljemjet Kalsjnikova Stankovij) är en PK/PKM som är monterat på ett stativ.
- PKT/PKMT - (Puljemjet Kalsjnikova Tankovij) är en stridsvagnsmonterad koaxialkulspruta som saknar pistolgrepp och kolv. Vapnet avfyras med en solenoid. PKT är standardvapen i de flesta nyare ryska stridsvagnarna och stridsfordonen, såsom T-72, T-80 och BMP-serien. PKT användes i den svenska försvarsmakten 1995-2010 under beteckning Ksp 95, främst som beväpning till Pbv 401 (MT-LB).
- PKB/PKMB - (Puljemjet Kalasjnikova na Bronetransportere) är en fordonsmonterad kulspruta som saknar pistolgrepp och axelstöd. Den avfyras med en fjärilsavtryckare och kan nyttjas i nödfall som understödsvapen genom att man tar ner vapnet från fordonet och nyttjar dess stödben.